# Chácara Dulley
Chácara Dulley foi o local no Bom Retiro, em São Paulo, onde ocorreram os primeiros treinos de futebol no Brasil. O local servia de chácara para a família Dulley e ficava onde hoje existe a Fatec. Originalmente um campo de críquete, começou a ser usado para treinos de futebol pelo São Paulo Athletic Club em 1896. Nunca houve um jogo oficial na Chácara Dulley.